# Storia del fumetto

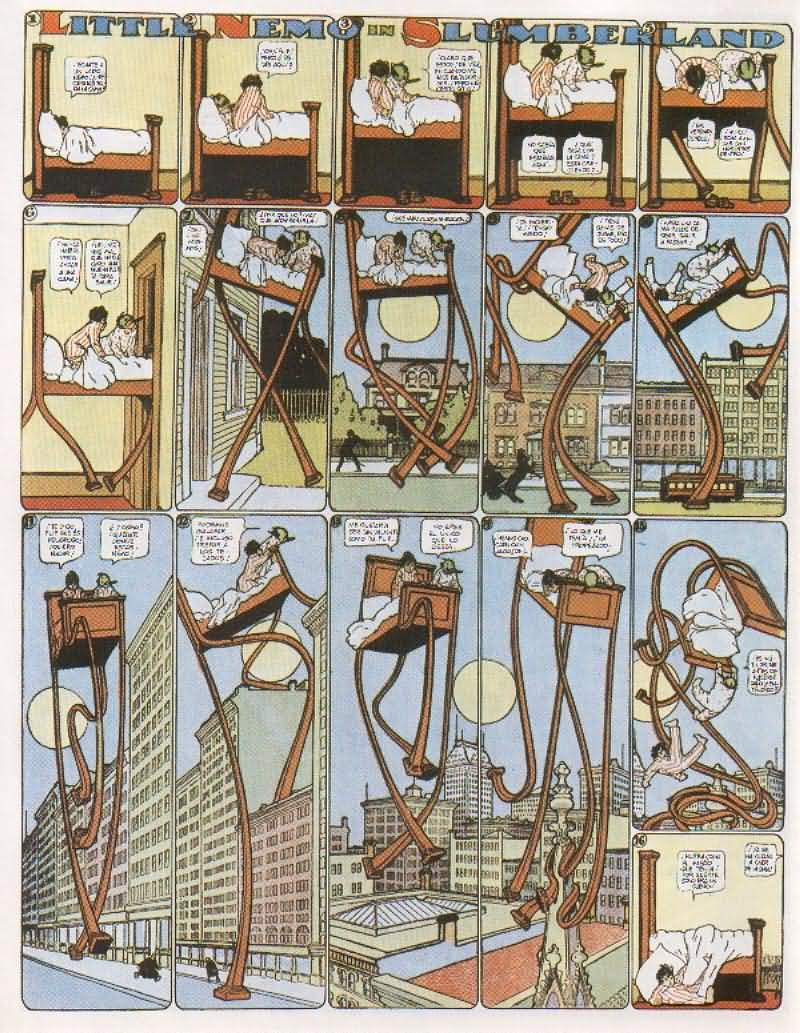
Una tavola originale di Little Nemo, opera di Winsor McCay (1905).

Le origini del fumetto si fanno risalire al personaggio di Yellow Kid creato dal disegnatore statunitense Richard Felton Outcault e pubblicato a partire dal 1895 sul supplemento domenicale del New York World. Tuttavia queste origini sono dibattute e legate a come il fumetto viene definito. Se infatti lo si definisce semplicemente come una "narrazioni per immagini" - il testo non è strettamente necessario - allora si può far risalire già ai graffiti preistorici; anche la colonna traiana, o molti affreschi, mosaici e vetrate che adornano chiese e palazzi, o le miniature e le stampe che adornano i testi antichi, possono essere viste come "narrazioni per immagini". Nell'arte medievale era inoltre consuetudine la narrazione di storie attraverso una sequenza di disegni con lo scopo principale di renderli intelligibili anche alla popolazione analfabeta. Era inoltre diffusa anche la pratica di scrivere parole uscenti dalle bocche di alcuni personaggi, in modo da dare un'idea di ciò che stessero dicendo. Questa concezione così ampia è tuttavia incorsa in numerose critiche. È stato infatti notato come il fumetto sia pensato per una fruizione di massa: non solo cioè riprodotto in più esemplari, come erano già i libri antichi e le loro incisioni (e si può a tal proposito notare come noi consideriamo fumetti solo le opere stampate e non le tavole originali di cui sono riproduzioni), ma anche concepito per raggiungere un vasto pubblico. Inoltre, pur avendo le sue radici nella millenaria tradizione delle arti figurative e letterarie, il fumetto ha un suo specifico linguaggio. La codifica degli elementi specifici di questo linguaggio ha una sua considerevole importanza anche da un punto di vista storico: a seconda di ciò che viene ritenuto essenziale di tale linguaggio la valutazione di cosa si debba considerare fumetto e, di conseguenza, di quando questo sia nato, cambia. Tuttavia la varietà degli elementi espressivi adottati da ciò che viene comunemente identificato come fumetto è talmente vasta che ogni tentativo di trovare uno o più elementi specifici si è rilevato infruttuoso.

## Le origini ― XIX secolo
Ricerche hanno riscoperto una considerevole quantità di esempi precedenti al personaggio di Outcault. Così molti studiosi, talvolta mossi anche da sentimenti nazionalistici, sulla base di una documentazione storica poco considerata in precedenza, hanno messo in discussione tale data di nascita come frutto di una pura "convenzione". Alla luce di queste scoperte si è sempre più palesato come la tradizione di far risalire la nascita del fumetto all'opera di Outcault origini dal libro The Comics pubblicato nel 1947 da Coulton Waugh, probabilmente il primo testo sui fumetti e la loro storia mai pubblicato. In questo testo l'autore sostiene la tesi che i fumetti siano un'arte autoctona americana nata appunto con il personaggio di Outcault.
La tesi di Waugh non ha retto a fronte degli studi successivi, tuttavia alcuni studiosi - in Italia Franco Fossati e Gianni Brunoro - continuano a ritenere sensato considerare convenzionalmente Yellow Kid il primo fumetto nel senso moderno del termine in quanto, se pure è vero che molte storie e personaggi pubblicati prima hanno un linguaggio già sviluppato e alcuni di loro hanno ottenuto anche un rilevante successo editoriale (Ally Sloper ebbe, a partire dal 1884, un albo a lui dedicato), nessuno di questi avrebbe dato origine, a differenza del personaggio di Outcault, a quel fenomeno culturale, editoriale, di costume che è il fumetto. I precursori apparirebbero così piuttosto come una variegata costellazione di fenomeni più o meno isolati e solo con Yellow Kid gli editori statunitensi cominceranno a puntare su questo nuovo modo di comunicare, generando così, nell'arco di pochi anni, un vero e proprio fenomeno editoriale che dagli Stati Uniti verrà esportato in tutto il mondo generando, inoltre, le polemiche sulla sua presunta diseducatività, sintomo della rilevanza sociale e culturale ormai attribuita ai fumetti, e che hanno poi accompagnato a lungo la loro storia. In tal senso Yellow Kid è stato il primo personaggio «a prendere coscienza di sé».

### I precursori

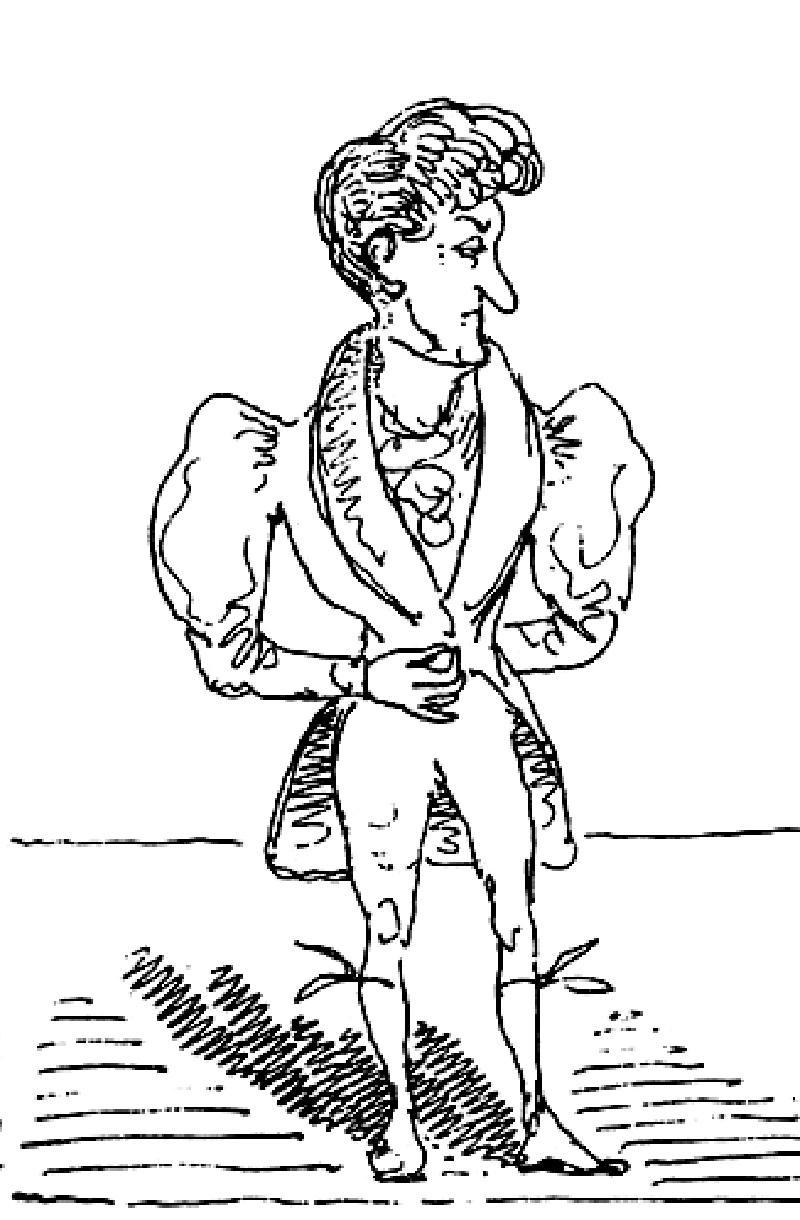
Il signor Jabot, da Histoire de monsieur Jabot, di Rodolphe Töpffer.

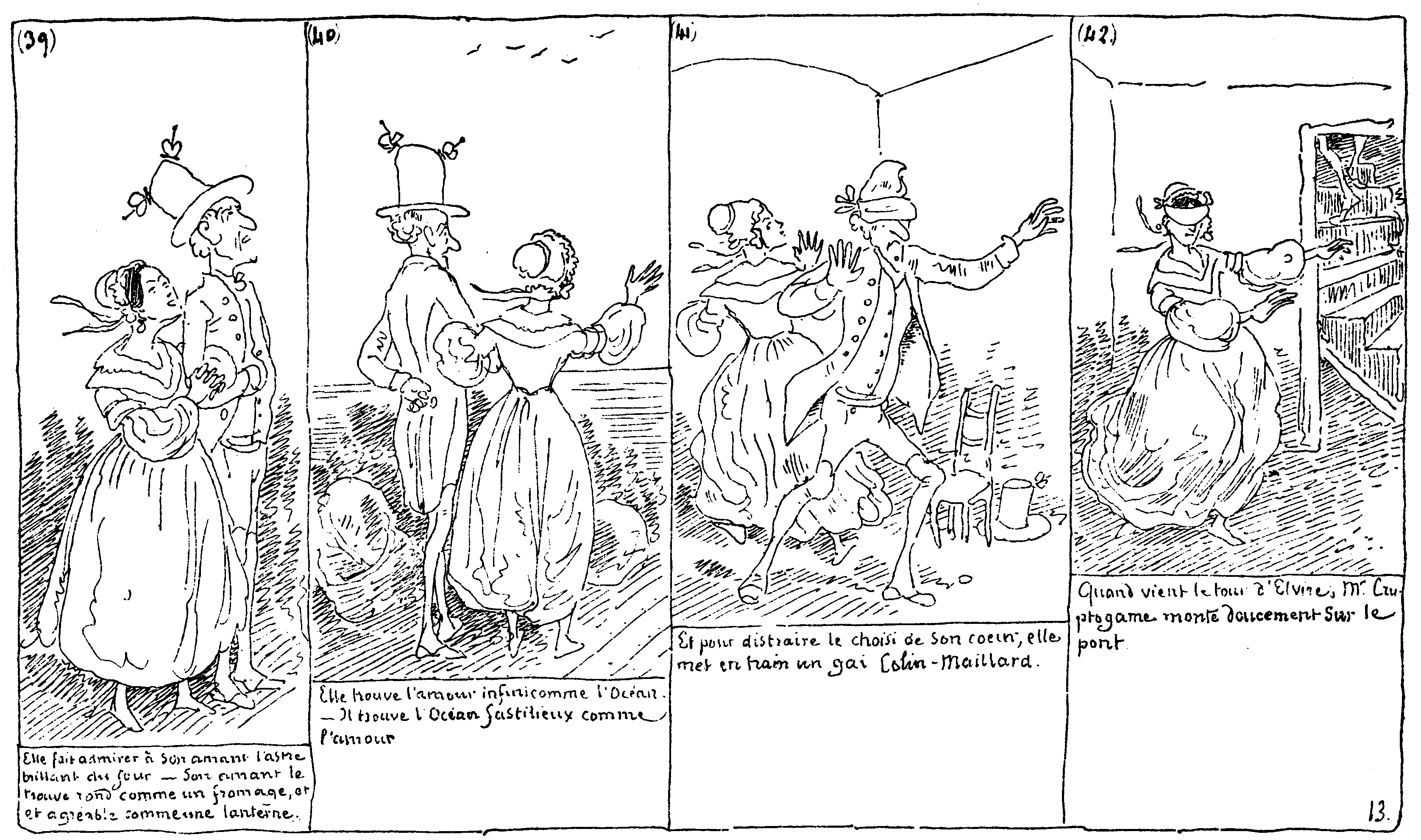
Rodolphe Töpffer Histoire de M.Cryptogame (1845).

Fra i precursori antecedenti ad Outcault si rileva che il noto illustratore svizzero Rodolphe Töpffer, considerato il padre del fumetto
. nel 1827 realizzò una storia composta da immagini in successione accompagnate da didascalie, dal titolo Histoire de M.Vieux Bois a cui, negli anni successivi, fecero seguito altri racconti simili. Solo nel 1833 Töpffer si convinse, anche grazie ai consigli di Goethe, a far pubblicare una di queste storie: l''Histoire de monsieur Jabot (1833), il primo personaggio del fumetto al mondo. Il buon successo riscontrato lo convinse a pubblicare anche altre storie per immagini, fra le quali l'Histoire de M.Crèpin e Le Docteur Festus apparse rispettivamente nel 1837 e nel 1846. L'Histoire de M.Vieux Bois vide luce anch'essa nel 1837 e, nel 1842, venne pubblicata anche negli Stati Uniti col titolo The adventures of Obadiah Oldbuck. Sono in molti a considerare l'autore ginevrino il primo vero fumettista.
In Germania la rivista umoristica Fliegende Blätter fu un'autentica fucina di precursori. Sulle sue pagine apparve, tra l'altro, quella che è stata poi considerata una delle più importanti saghe "proto-fumettistiche", Max und Moritz creati nel 1865 da Wilhelm Busch.
In Inghilterra venne pubblicato Ally Sloper, scritto da Charles Henry Ross e disegnato da sua moglie Isabelle Emilie de Tessier, sotto lo pseudonimo di Marie Duval. Esordito sulla rivista umoristica Judy il 14 agosto 1867 riscontrò un tale successo che, a partire dal 3 maggio 1884, gli fu dedicato un settimanale, l'Ally Sloper's Half-Holiday.
In Francia si ebbe Amédée de Noé in arte Cham che nel 1839 pubblicò il volume Histoire de Mr. Lajaunisse considerato il primo albo a fumetti francese, e Georges Colomb, in arte Christophe, che, tra il 1889 e il 1893, pubblicò una serie di storie illustrate per il settimanale Le petit français.
Anche negli Stati Uniti, prima di Yellow Kid, il disegnatore James Swinnerton iniziò la pubblicazione, a partire dal 1892, sul San Francisco Examiner, di vignette con protagonisti degli orsacchiotti, che ottennero un tale successo che, dal 2 giugno 1895 (a ridosso quindi della prima apparizione di Yellow Kid), furono trasformati in una vera e propria serie dal titolo Little Bear Tykes. Swinnerton introduce così per la prima volta una serie con protagonisti pupazzi a forma di animali, archetipo di un genere di narrazione, quello degli animali antropomorfi, che avrà grande fortuna nella successiva storia del fumetto.
L'italiano Angelo Agostini, emigrato in Brasile, nel 1864 fondò la rivista Diabo Coxo ricca di storie illustrate da lui stesso scritte e disegnate.

### Yellow Kid
Outcault inizierà la sua collaborazione col New York World nel 1884 per volontà del proprietario Joseph Pulitzer che intendeva dare nuova linfa al supplemento domenicale a colori del giornale. Il supplemento esordì il 4 aprile 1883 e inizialmente proponeva riproduzioni di capolavori dell'arte. L'iniziativa non riscosse il successo sperato e Pulitzer ingaggiò Outcault per affidargli in un primo momento una serie di illustrazioni a carattere naturalistico. Anche questo nuovo corso non trovò il sostegno dei lettori così, il 5 maggio 1885, inizierà la pubblicazione della serie Hogan's Alley ambientata in un ghetto di periferia popolato da strani personaggi che vivono ai margini della società. Fra questi fa la sua apparizione un bambino calvo con un lungo camicione inizialmente blu e poi giallo. In un primo momento il bambino è solo un personaggio marginale della serie ma ben presto, dal 5 gennaio 1896, ne diventerà protagonista. In questi primi mesi di pubblicazione la serie non ha ancora trovato un suo linguaggio definito: i testi appaiono dentro cartelli e la prima nuvoletta esordirà il 16 febbraio 1896 (è un pappagallo che esclama «Sic em towser»), mentre Yellow Kid rimarrà muto fino al 15 marzo di quello stesso anno, quando sul suo camicione apparirà la scritta «Artillery». Mickey Dugan, il suo nome come si apprende dalla vignetta del 23 agosto 1896, continuerà a parlare attraverso il suo camicione fino al 25 ottobre, quando, per la prima volta, parlerà per mezzo di una nuvoletta.
Grazie alle vignette di Hogan's Alley le vendite dell'edizione domenicale del New York World registreranno in breve tempo un notevole incremento. William Randolph Hearst, editore del New York Journal, che contendeva con il World il primato sulla stampa newyorkese, riuscì a strappare Outcault al suo concorrente offrendogli un contratto più vantaggioso. Il 25 ottobre 1896 Yellow Kid passerà sul Journal. Pulitzer tuttavia, contando sul fatto che all'epoca le leggi sul diritto d'autore erano ancora molto vaghe, continuò a pubblicare il personaggio affidandolo al disegnatore George Luks. Yellow Kid sarà così il primo personaggio della storia del fumetto a non essere più realizzato dal suo autore, caratteristica che in seguito diverrà tipica della grande maggioranza dei personaggi. Verrà pubblicato nelle sue due differenti versioni fino al 1898 quando nel giro di poche settimane verrà sospeso da entrambi i giornali per via delle polemiche causate dalla sua critica feroce ed anticonformista. Nonostante la sua breve vita editoriale, Yellow Kid diventerà una piccola celebrità che mostrerà agli editori statunitensi tutte le potenzialità commerciali delle strisce a fumetti. Da qui in poi sarà un continuo proliferare di nuove serie e nuovi personaggi.

### Epigoni
Il successo di Yellow Kid portò alla nascita di altri personaggi come Happy Hooligan di Frederick Burr Opper, (1896 o forse nel 1899), i Katzenjammer Kids di Rudolph Dirks nel 1897; lo stesso Outcalt nel 1902 crea Buster Brown, nel 1904 esordisce Newlyweds di Geo MacManus, autore nel 1913 anche di Jiggs e Maggie della serie Bringing Up Father, Little Nemo di Winsor McCay nel 1905, The Gums (1917) di Sidney Smith e Gasoline Alley (1919) di Frank King. Al fine di commercializzare e distribuire i fumetti nel mondo, nel 1914 Hearst fonda la King Features Syndicate.

### Europa
In Gran Bretagna la tradizione risale ad autori come Hogarth, Searle e Steadman. Si ha, dalla fine del seicento all'inizio del settecento una vasta attività di caricaturisti.

## XX secolo
Durante il XX secolo il fumetto cresce e si evolve non solo negli Stati Uniti ma anche in Europa che non si limita a importare la produzione di autori americani ma ne produce di propria. Nella seconda metà del Novecento il fumetto continua la sua evoluzione raggiungendo elevati livelli qualitativi, sia espressivi che di diffusione, avvalendosi del progresso tecnico e l'influenza del cinema.

### Stati Uniti d'America
Nei primi decenni del novecento esordiscono personaggi destinati a enorme successo come Felix the Cat di Pat Sullivan (1917), Mickey Mouse di Walt Disney e Ub Iwerks (1928) che, nato per il cinema d'animazione, esordirà anche sulla carta stampata nel 1930, Popeye di Elzie Crisler Segar (1929) e Betty Boop di M. Fleischer (1931). Intanto le popolarissime serie di ambientazione domestica e familiare come Bringing Up Father sono sempre più amate e pubblicate. Fra gli anni trenta e quaranta, grazie a un nutrito staff di autori, si espande l'universo di Topolino con nuovi personaggi destinati a grande successo come Paperino, Pippo e Paperon de' Paperoni. Inoltre nascono e si attestano le strisce avventurose come Tarzan di Edgar Rice Burroughs, Buck Rogers di Dick Calkins (1929), Dick Tracy di Chester Gould (1931), Cino e Franco, Tim Tyler e Spud Slavin di L. Young (1932), Brick Bradford (1933), Flash Gordon di Alex Raymond, autore anche di Agente segreto X-9 da un soggetto di Dashiell Hammett, Radio Patrol di Sullivan, Mandrake e The Phantom di Lee Falk, Superman di Jerry Siegel nel 1938, e Prince Valiant di Harold Foster. Fra le serie del filone delle vicende familiari esordiscono Blondie di Chic Youngs (1930), Li'l Abner di All Capp (1934), Jean di Norman Pett del 1932.
Le serie a fumetti vengono pubblicate o in forma di tavola domenicale come supplemento settimanale dei quotidiani ma anche giornalmente come strisce dal lunedì al sabato e il loro successo portò alla nascita dei comic book, albi periodici a colori di piccolo formato che presentano storie di vecchi e nuovi personaggi. Con l'entrata poi in guerra degli Stati Uniti, i fumetti diventano anche strumento di propaganda e i nemici nazisti compaiono direttamente come avversari di personaggi già affermati, come Topolino nelle strisce realizzate da Bill Walsh e Floyd Gottfredson, che di nuova realizzazione, come Capitan America edito dalla futura Marvel Comics e nato espressamente come elemento di propaganda per rappresentare un'America libera e democratica che si opponeva a un'Europa imperialista e bellicosa e riscuotendo subito un enorme successo arrivando a vendere del primo numero della serie quasi un milione di copie così come anche il Capitan Marvel della futura DC Comics.
Molte delle serie a strisce esordite negli anni trenta continuano a essere pubblicate con successo. Con il debutto di Superman nel 1938, inizia un periodo particolarmente fortunato per l'editoria a fumetti noto come Golden Age, nel quale, grazie al successo del personaggio di Superman, primo supereroe dei fumetti, portò alla proliferazione dei supereroi e dal 1939 al 1941, vennero creati supereroi tuttora famosi come Batman e Robin, Wonder Woman, Flash, Lanterna Verde editi dalla DC Comics mentre la Timely Comics fece esordire la Torcia Umana originale, Namor, inoltre ci furono Capitan America della Fawcett Comics e Capitan Marvel il quale, dalla metà degli anni quaranta, arrivò a vendere circa 1.4 milioni di copie per numero. Will Eisner raggiunse il successo con the Spirit, supereroe sui generis pubblicato dal 1940 al 1952, e più volte ristampato in tutto il mondo.
Negli anni cinquanta venne introdotto il Comics Code Authority, organo di autocensura degli editori di fumetti.
Oltre ai supereroi pubblicati nel formato comic book, continuarono a essere pubblicati fumetti a strisce nei quotidiani, sia di vecchie serie esordite nei decenni precedenti che nuove realizzazioni come Peanuts di Charles M. Schulz esordita nel 1950 distribuita da United Feature Syndicate, società di distribuzione fondata nel 1931; la striscia raggiunse un successo planetario venendo pubblicata fino alla morte dell'autore in tutto il mondo e dando vita a un enorme merchandising; contemporanee sono B.C. di Johnny Hart (1958), Pogo di Walt Kelly (1943), Il mago Wiz (1964), sempre di Hart. Tutte queste serie saranno caratterizzate da una lunga vita editoriale e da una diffusione in vari paesi del mondo.
Negli anni sessanta la Marvel Comics inizia a pubblicare i Fantastici Quattro, serie supereroica alla quale ne seguiranno molte altre come Spider-Man, Hulk, Iron Man e molti altri.
Negli anni settanta Will Eisner pubblica nel 1978 Contratto con Dio, prima di una serie di graphic novel senza protagonisti fissi che raccontano con crudo realismo la vita di New York.
Negli anni ottanta c'è l'opera di rivisitazione del genere supereroico di Frank Miller con Batman: The Dark Knight Returns del 1986 che ha rivitalizzato il genere.
Negli anni novanta continua la tradizione delle serie a strisce: Dilbert di Scott Adams.

### Europa
In Francia, J.P. Pinchon crea nel 1905 il personaggio Bécassine, la servetta bretone maldestra ma dal cuore d'oro e pubblicata su La Semaine de Suzette e, nel 1908, esordisce sul settimanale L'Epatant, Les Pieds Nickelés, un gruppo di imbroglioni creati da Louis Forton, che continuerà a disegnarli fino al 1934.
In Italia c'erano stati i cartelloni dei cantastorie ma il fumetto moderno arriva grazie a L'Illustrazione dei Piccoli, edito da Picco e Toselli e il Corriere dei Piccoli (1908) che fa conoscere le serie statunitensi. Il Corriere decise però di omettere le nuvolette, sostituite da didascalie in rima a piè di ogni vignetta e italianizzando i nomi dei personaggi per adattarli a quello che si riteneva essere il target di riferimento, ovvero i bambini. Nel primo numero appare anche il primo personaggio italiano dei fumetti, Bilbolbul di Attilio Mussino, primo autore italiano di fumetti, a cui seguiranno altri come Antonio Rubino, creatore dei personaggi di Pino e Pina (1909), e di Quadratino (1909).
In Italia continua a essere pubblicato con successo il Corriere dei Piccoli sul quale esordiscono personaggi ideati da autori locali come il Signor Bonaventura di Sergio Tofano (1917) o il Marmittone di B. Angoletta (1928). La Casa Editrice Nerbini acquisisce i diritti dei personaggi Disney e fa esordire il settimanale Topolino nel 1933 e L'Avventuroso l'anno successivo che presentava sia storie di importazione americana che di produzione italiana e, nel 1935, il Giornale di Cino e Franco, con le strisce della serie Tim Tyler & Spud Slavin. L'editore Picco e Toselli, oltre all'Illustrazione dei Piccoli fa esordire nel 1915 Donnina, versione italiana della Semaine de Suzette e, nel 1919, L'Intrepido, settimanale per ragazzi che, oltre a racconti e romanzi di avventura, presenta anche fumetti di genere avventuroso. Una testata omonima, Intrepido, verrà poi edita per oltre sessant'anni dalla Casa Editrice Universo arrivando a superare i tremila numeri dal 1938 presenta strisce a fumetti di autori italiani e produzioni americane.
L'editore Lotario Vecchi pubblica dal 1934 al 1944 L'Audace che pubblica anche alcune tra le più importanti serie italiane degli anni trenta come Virus, il mago della foresta morta, Dick Fulmine, e altre opere di autori come Rino Albertarelli, Federico Pedrocchi, Walter Molino e Carlo Cossio. Successivamente la testata viene ceduta a Gian Luigi Bonelli che lo trasforma in un albo e mette le basi per una fortunata carriera editoriale che porterà alla nascita della Sergio Bonelli Editore.
La Mondadori nel secondo dopoguerra rinnova la testata dedicata ai personaggi Disney pubblicando nella nuova testata mensile, Topolino, non solo storie americane in traduzione ma anche di realizzazione italiana dando vita a una scuola italiana della Disney che produrrà storie originali che verranno esportate anche all'estero grazie ad autori come Giovan Battista Carpi, Guido Martina e Romano Scarpa. Nel secondo dopoguerra nasce e fiorisce una produzione a fumetti indirizzato a un pubblico giovanile influenzata dalla moda nordamericana che, da una parte porta alla crisi di pubblicazioni storiche come il Corriere dei Piccoli, e dall'altra porta prima a pubblicare storie americane di importazione e poi prodotte in Italia come Tex Willer di Giovanni Luigi Bonelli, Capitan Miki e Blek Macigno della EsseGesse e poi a seguire una nutrita schiera di personaggi sempre di ambientazione western come Zagor e molti altri, sempre diretti a un pubblico giovane con temi avventurosi. La rivoluzione avverrà con l'avvento nel 1962 di Diabolik delle sorelle Angela e Luciana Giussani che ottiene uno strepitoso successo che darà vita al fenomeno del fumetto nero italiano che col tempo, estremizzando alcuni toni condurrà al fumetto pornografico negli anni settanta e ottanta pubblicato da editori come la Ediperiodici e la Edifumetto.
Durante gli anni sessanta autori come Max Bunker e Magnus daranno vita a serie di successo come Kriminal, Satanik e soprattutto di Alan Ford pubblicati dall'Editoriale Corno. Alla Bonelli negli anni settanta e ottanta si deve la nascita di altre serie di successo come Ken Parker di Giancarlo Berardi e Ivo Milazzo, Martin Mystère (1982) di Alfredo Castelli, Dylan Dog di Tiziano Sclavi.
In Belgio nasce e si sviluppa una famosa scuola nota come Bande dessinée, comune in parte con la scuola francese. Fra i principali esponenti ci sono Hergé, autore della serie con Tintin (1929) che raggiunge notorietà mondiale; Peyo nel 1957 creò la serie dei Puffi, André Franquin nel 1946 riprese il personaggio di Spirou che ispirò anche un settimanale.
In Gran Bretagna dagli anni cinquanta il fumetto riesce a raggiungere risultati apprezzabili anche all'estero con una produzione che si differenzia da quella statunitense creando storie per un pubblico adulto di genere avventuroso, bellico, fantascientifico realizzati con realismo e cura per i dettagli con serie come quelle di Matt Dillon, Buck Ryan, Garth, Hawke, Modesty Blaise, Rome Brown, Jack Howk mentre di genere umoristico sono Andy Capp, Bristow e Tommy Wack.
In Francia negli anni sessanta esordiscono serie destinate a un duraturo successo e che verranno pubblicate in tutto il mondo ottenendo poi anche trasposizioni cinematografiche e televisive come Lucky Luke, Asterix e Blueberry. Di genere fantascientifico è l'opera di Philippe Druillet e quella di Moebius, mentre Barbarella (1962) porta alla nascita del fumetto erotico-fantastico.

### Asia
In Giappone i fumetti, indicati col termine manga, a partire dagli anni cinquanta divennero uno dei settori principali nell'industria editoriale giapponese, con esportazione e traduzioni in tutto il mondo. Le storie a fumetti sono tipicamente serializzate su riviste dedicate, contenenti più storie, ognuna delle quali viene presentata con un singolo capitolo per poi essere ripresa nel numero successivo. Se una serie ha successo, i capitoli possono essere raccolti e ristampati in volumi detti tankōbon. Gli autori di manga, mangaka, lavorano tradizionalmente con assistenti nei loro studi e sono associati con un editore per la pubblicazione delle loro opere. Fra i generi più sfruttati ci sono la fantascienza ma anche quello erotico/pornografico. Fra i capolavori riconosciuti le opere di autori come Hayao Miyazaki che si impone con Nausicaä della Valle del vento o Jirō Taniguchi.
In Corea si parla di Manhwa, mentre in Cina di Manhua.

### Sud America
Fra i principali autori sudamericani ci sono Quino, Mordillo. La produzione sudamericana si afferma dalla metà degli anni sessanta, in particolare grazie ad autori argentini ma anche di altri paesi che però lavorano a Buenos-Aires come l'uruguaiano Alberto Breccia, il cileno Arturo Del Castillo e l'italiano Hugo Pratt. Fra le opere più interessanti si annovera L'Eternauta di Héctor Oesterheld e Francisco Solano López.

### Saggi sul fumetto come linguaggio
- Carlo della Corte, I fumetti, collana Enciclopedia Popolare Mondadori, Milano, Mondadori, 1961, SBN SBL0519273.
  -  Carlo della Corte, I fumetti, in Skema, n. 14, anno 2, dicembre 1970, SBN LIG0090125.
- Umberto Eco, Apocalittici e integrati. Comunicazione di massa e teorie del linguaggio di massa, Milano, Bompiani, 1964, SBN UM10095304.
- Romàn Gubern, Il linguaggio dei comics, traduzione di Gianni Guadalupi, Milano Libri, 1975, SBN RAV0198852.
- Pierre Fresnault-Deruelle, Il linguaggio del fumetto, traduz. e prefaz. di Mario Giacomarra, Prisma, n. 7, Palermo, Sellerio, 1977, SBN SBL0169725.
- Daniele Barbieri, I linguaggi del fumetto, Milano, Bompiani, 1991, ISBN 88-452-1743-4.
- Scott McCloud, Capire il fumetto. L'arte invisibile, traduzione di Leonardo Rizzi, Torino, Vittorio Pavesio Productions, 1996, SBN BVE0104239.
- Will Eisner, Fumetto & arte sequenziale, traduzione di Fabio Gadducci e Mirko Tavosanis, Torino, Vittorio Pavesio Productions, 1997, ISBN 88-900150-1-2.
- Marco Pellitteri, Sense of Comics, Roma, Castelvecchi, 1998, ISBN 88-8210-089-8.
- Benoît Peeters, Leggere il fumetto, traduzione di Guido Vogliotti, Torino, Vittorio Pavesio Productions, 2000, SBN CFI0483959.
- Gianna Marrone, Il fumetto fra pedagogia e racconto. Manuale di didattica dei comics a scuola e in biblioteca, Latina, Tunué, 2005, ISBN 88-89613-02-5.
- Claudio Masciopinto, Il fumetto tra i banchi di scuola, Buccino, Booksprint Edizioni, 2011, SBN BVE0577477.
- Thierry Groensteen, Il sistema fumetto, traduzione di Domenica Gigantelli, Prospettive, n. 4, Genova, Pro Glo Edizioni, 2012, SBN TSA1383617.
- Massimo Bonura, Il fumetto come Arte e altri saggi, pref. di A. Fici, postf. di A. Arena, con un contributo di F. F. Montalbano e fumetto futurista di C. S. Gnoffo, Palermo, Edizioni Ex Libris, 2018, SBN PAL0312347.
- Giorgio E.S. Ghisolfi, Superman&Co. Codici del cinema e del fumetto, Il Caffè dei Filosofi, n. 11, Milano-Udine, Mimesis Edizioni, 2018, ISBN 978-88-575-5159-3.

### Opere a carattere generale sulla storia del fumetto
- Claudio Bertieri, AZ Comics, Roma, Archivio Internazionale della Stampa a Fumetti, 1969, SBN SBL0353302.
- Gaetano Strazzulla (a cura di), Enciclopedia dei fumetti, 10 voll., Firenze, Sansoni, 1970, SBN RAV0198437.
  -  Gaetano Strazzulla, I fumetti, 2 voll., 2ª ed., 1980, SBN RAV0198865.
- Franco Fossati, I fumetti in 100 personaggi, presentazione di Claudio Bertieri, Guide Pratiche, n. 4, Milano, Longanesi, 1977, SBN RAV0198900.
- Maurice Horn e Luciano Secchi (a cura di), Enciclopedia mondiale del fumetto, Milano, Editoriale Corno, 1978, SBN RAV0203418.
- Carlo Bordoni e Franco Fossati, Dal feilleuton al fumetto. Generi e scrittori della letteratura popolare, Roma, Editori Riuniti, 1985, ISBN 88-359-2874-5.
- Ferruccio Giromini (a cura di), Gulp!100 anni di fumetti. Un secolo di disegni, avventure, fantasie, Milano, Electa, 1996, ISBN 88-435-5529-4.

 Gianni Bono (a cura di), IF (Immagini & fumetti), n. 1, Firenze, 1994, SBN CFI0287889.
- Gianni Brunoro et al., IF (Immagini & fumetti), n. 5, Milano, Epierre, 1996, SBN FOG0141236.
- Luca Raffaelli, Il fumetto, Milano, Il Saggiatore, 1997, ISBN 88-428-0437-1.
- Luca Raffaelli, Tratti & ritratti, i grandi personaggi del fumetto da Alan Ford a Zagor, Roma, Minimumfax, 2009, ISBN 978-88-7521-229-2.
- Franco Restaino, Storia del fumetto. Da Yellow Kid ai manga, Torino, UTET, 2004, SBN LO10888235.
- Giulio C. Cuccolini, Un'avventura a fumetti lunga un secolo e più, Comune e Circolo filatelico numismatico e del collezionismo di Fiorenzuola d'Arda, 2006, SBN TSA0877293.
- Daniele Barbieri, Breve storia della letteratura a fumetti, Roma, Carocci, 2009, ISBN 978-88-430-4880-9.
- David Hajdu, Maledetti fumetti! Come la grande paura per i «giornaletti» cambiò la società, Tunué, 2010, ISBN 978-8889613887.
- Gianni Bono e Matteo Stefanelli (a cura di), Fumetto!, Milano, Rizzoli, 2012, ISBN 978-88-17-06004-2.
- Grant Morrison, Supergods, traduzione di Stefano Mozzi, Milano, Bao Publishing, 2013, SBN MIL0849900.
- R. Colonna (a cura di), Il fumetto italiano. Saggi e interviste, in Pagine Inattuali, n. 7, Salerno, Edizioni Arcoiris, 2017, ISBN 978-88-99877-12-5.
- M. Bonura e F. Provenzano, Teorie e Storia del Fumetto - Il fumetto e le sue teorie comunicative, intr. di A. Arena, con contributi di A. Bisanti, A. Becattini, C. S. Gnoffo, Palermo, Zap Edizioni, 2017, ISBN 9788899388072.
- M. Bonura, Cinema, vignette e baionette. La propaganda politica (1930-1945) nel cinema d’animazione, Contesti Antropologici, n. 5, Palermo University Press, 2020, ISBN 978-88-5509-097-1, ISBN 978-88-5509-098-8.